# بیانکا کامپراتو
بیانکا کامپراتو (انگلیسی: Bianca Comparato؛ زادهٔ ۱۹ نوامبر ۱۹۸۵) هنرپیشه اهل برزیل است. وی از سال ۲۰۰۴ میلادی تاکنون مشغول فعالیت بوده‌است. او در سال ۲۰۱۶ در مجموعه تلویزیونی ۳ درصد ساخته شبکه نت‌فلیکس بازی کرده و توجهات بین‌المللی را به خود جلب کرد و برای نمایش شخصیت این مجموعه تلویزیونی، می کل، مورد تحسین قرار گرفت.